# Leo Gámez
Leo Gámez (eigentlich Silvio Rafael Gámez; Alias «Torito»; * 8. August 1963 in San Juan de los Morros, Guárico) ist ein ehemaliger venezolanischer Boxer im Superfliegen-, Fliegen-, Halbfliegen- und Strohgewicht.

## Profikarriere
Gámez boxte bereits in seinem 17. Kampf im Strohgewicht um die vakante Weltmeisterschaft der WBA und siegte nach Punkten. Im Oktober 1993 errang er diesen Titel auch im Halbfliegengewicht, als er Shiro Yahiro durch T.K.o. in Runde 9 bezwang. Am 13. März 1999 kämpfte er im Fliegengewicht um die WBA-Weltmeisterschaft und gewann durch klassischen K. o. Zudem besiegte er im Superfliegengewicht am 9. Oktober 2000 Hideki Todaka durch K. o. und wurde dadurch WBA-Weltmeister.
Bei seinem Rücktritt 2005 betrug seine Kampfbilanz 35 Siege bei 12 Niederlagen.